# The Incredible Crash Dummies (jeu vidéo)
Pour les articles homonymes, voir The Incredible Crash Dummies.
The Incredible Crash Dummies est un jeu vidéo d'action dont les différentes versions sont sorties entre 1992 et 1994 sur Amiga, Game Boy, Game Gear, Master System, Mega Drive, NES et Super Nintendo. Le jeu a été développé selon les versions par Software Creations, Gray Matter Interactive et Teeny Weeny Games, et édité par LJN et Flying Edge.
L'univers du jeu est basé sur la licence de jouets Crash Dummies,  elles-mêmes basées sur les mannequins d’essai de choc automobiles,.